# Cyclosa formosana
Cyclosa formosana är en spindelart som beskrevs av Akio Tanikawa och Ono 1993. Cyclosa formosana ingår i släktet Cyclosa och familjen hjulspindlar.
Artens utbredningsområde är Taiwan. Inga underarter finns listade i Catalogue of Life.